# José Manuel Contreras
José Manuel Contreras y Contreras (19 de enero de 1986; Atescatempa, Jutiapa, Guatemala) es un futbolista guatemalteco. Se desempeña como centrocampista en el Comunicaciones F. C. de la Liga Nacional de Guatemala.

## Trayectoria
Surgido de las divisiones inferiores de CSD Comunicaciones. Debutó en ese club en 2004. Estuvo en esta categoría hasta que en el 2006 fue ascendido al equipo mayor del CSD Comunicaciones. Ha defendido la camisola nacional de Guatemala en la Categoría sub-23 y el equipo mayor siendo capitán de la sub-23. En 2008 fue transferido al Arsenal de Sarandí. 
Pasó a jugar a las filas del Arsenal de Sarandí al terminar su contrato con CSD Comunicaciones por falta de pago, ya que según los reglamentos de la federación de fútbol Guatemalteco se puede terminar por incumplimiento de pago por tres meses, y su ficha fue comprada por un representante Argentino que movió ficha para que el moyo jugara en ese país sudamericano, fue pretendido por el Lanús, el River, y el Boca Juniors, pero el jugador se decidió a jugar en el Arsenal de Sarandí.
El 21 de agosto de 2009 se anuncia su incorporación al CA Fénix de la Primera División de Uruguay, donde debido a una lesión no entró en el plan del equipo.
El 21 de junio de 2011, el volante guatemalteco fue fichado en el equipo de la Universidad de Concepción de la Primera División de Chile, donde jugará el Torneo de Clausura, no pudiendo participar en la Copa Chile 2011 por no poder llegar a inscribirse a tiempo. Frente a Colo Colo debuta en la Liga chilena y marca un gol muy clásico de él, entrando al área y colocando el balón dentro del marco.

## Regreso del 10 blanco
En julio de 2012, se da por hecho el regreso de José Contreras a la escuadra de Comunicaciones. Tras la salida de Marco Ciani, el 10 queda otra vez a disposición del Moyo. Contreras re-debuta, por segunda vez, en un clásico ante Municipal dando la asistencia del único tanto del crema. Luego de eso, José Manuel, se convierte en el líder del plantel de Ronald González y guía al equipo a sumar 50 puntos y ganar el pase a al final. y lograr un hexacampeonato y ser la pieza fundamental del equipo.
Pero luego fue al Antigua GFC donde jugó con el número 10 en la camiseta. Desde 2020 juega nuevamente con el CSD Comunicaciones, después de una suspensión de un año.

## Clubes
| Club                      | País      | Año           |
| ------------------------- | --------- | ------------- |
| Comunicaciones            | Guatemala | 2004 - 2008   |
| Arsenal de Sarandí        | Argentina | 2008 - 2009   |
| Fénix                     | Uruguay   | 2009          |
| Xelajú                    | Guatemala | 2009 - 2010   |
| Comunicaciones            | Guatemala | 2010 - 2011   |
| Universidad de Concepción | Chile     | 2011 - 2012   |
| Comunicaciones            | Guatemala | 2012-2016     |
| Antigua GFC               | Guatemala | 2017-2018     |
| Comunicaciones            | Guatemala | 2019-presente |

## Palmarés

### Campeonatos nacionales
| Título                               | Club              | País      | Año  | Ref(s) |
| ------------------------------------ | ----------------- | --------- | ---- | ------ |
| Liga Nacional de Fútbol de Guatemala | Comunicaciones FC | Guatemala | 2010 |        |
| Liga Nacional de Fútbol de Guatemala | Comunicaciones FC | Guatemala | 2011 |        |
| Liga Nacional de Fútbol de Guatemala | Comunicaciones FC | Guatemala | 2012 |        |
| Liga Nacional de Fútbol de Guatemala | Comunicaciones FC | Guatemala | 2013 |        |
| Liga Nacional de Fútbol de Guatemala | Comunicaciones FC | Guatemala | 2023 | [ 4 ]  |

### Goles con Comunicaciones
Goles en sus tres aventuras con Comunicaciones, en partidos oficiales de Liga, único torneo jugado con los cremas
| #  | Oponente            | Compettición  | Año  |
| -- | ------------------- | ------------- | ---- |
| 1  | Xelajú MC           | Liga Nacional |      |
| 2  | Jalapa              | Liga Nacional |      |
| 3  | Jalapa              | Liga Nacional |      |
| 4  | Jalapa              | Liga Nacional |      |
| 5  | Suchitepequez       | Liga Nacional | 2008 |
| 6  | Suchitepequez       | Liga Nacional | 2008 |
| 7  | Heredia             | Liga Nacional | 2010 |
| 8  | Xinabajul           | Liga Nacional | 2010 |
| 9  | Xelajú MC           | Liga Nacional | 2010 |
| 10 | Mictlán             | Liga Nacional | 2010 |
| 11 | Xelajú MC           | Liga Nacional | 2011 |
| 12 | Xelajú MC           | Liga Nacional | 2011 |
| 13 | Marquense           | Liga Nacional | 2011 |
| 14 | Peñarol La Mesilla  | Liga Nacional | 2011 |
| 15 | Marquense           | Liga Nacional | 2012 |
| 16 | Petapa              | Liga Nacional | 2012 |
| 17 | Halcones La Mesilla | Liga Nacional | 2012 |
| 18 | Suchitepequez       | Liga Nacional | 2012 |
| 19 | Malacateco          | Liga Nacional | 2012 |
| 20 | Mictlán             | Liga Nacional | 2013 |
| 21 | Universidad         | Liga Nacional | 2013 |
| 22 | Xelajú MC           | Liga Nacional | 2013 |